# 鞭笞

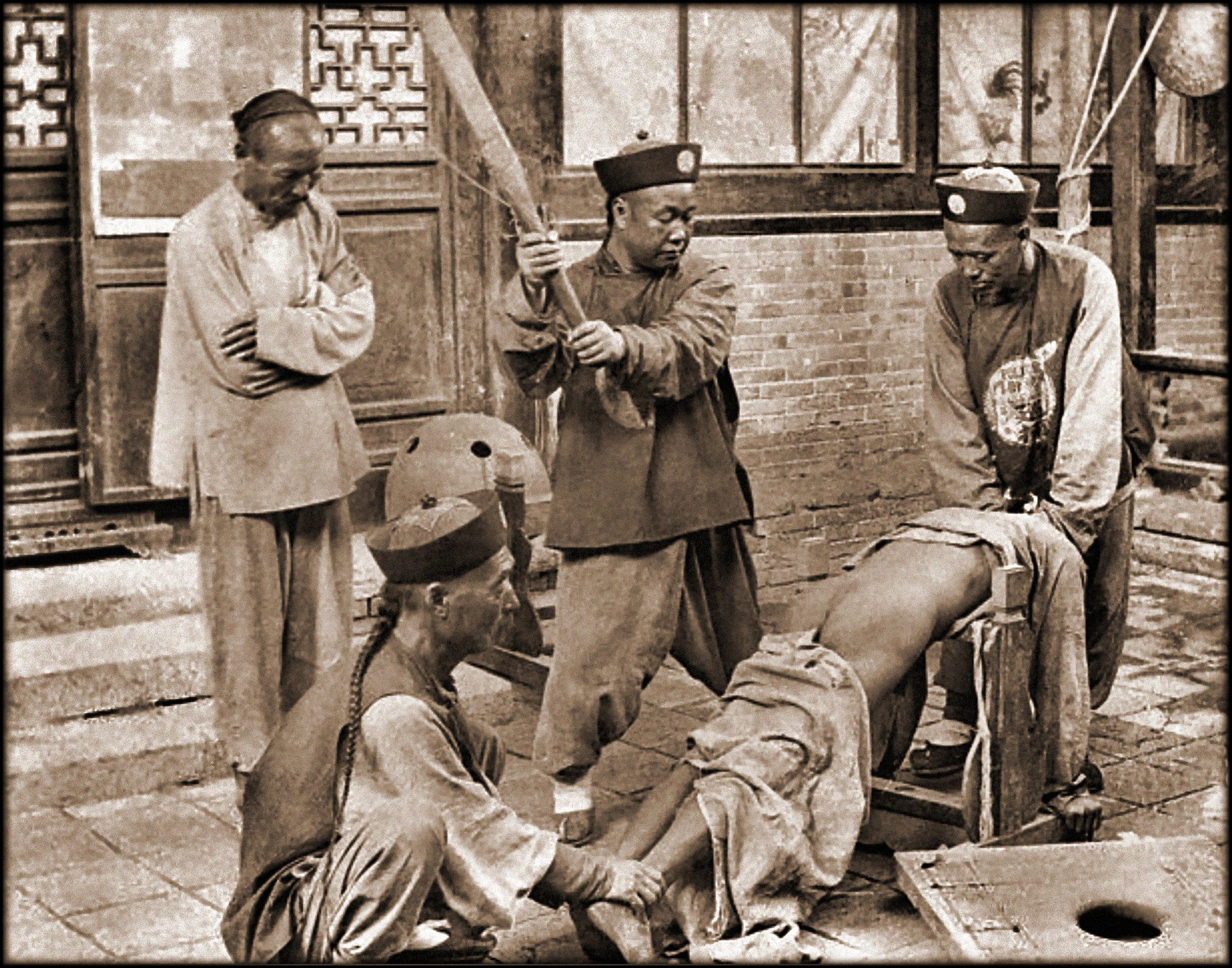
鞭笞

鞭笞，又稱鞭刑、笞刑或打藤（caning），是一種沿用已久的體罰。執刑者使用竹或藤製成的鞭子、板子打受罰者的臀部、背部、手掌心或腳底。刑具的尺寸和靈活性以及使用模式以及打擊次數可能會有所不同。鞭笞不但見於國家刑罰，也常見於家庭和學校，但其殘酷程度通常遠低於國家刑罰。作為BDSM的一部分，鞭刑也可以在雙方同意的情況下進行。
由於這種刑罰普遍被國際組織認為是對受刑人不人道及侵犯其人權，此刑罰在世界上多數地區已經廢除。如今，世界上大約有16個國家實施類似笞刑，大部份在亞洲及非洲（多数也實行沙里亞法），例如新加坡、汶萊、馬來西亞、阿富汗、伊朗、坦桑尼亞、波札那、尼日利亞等。
通常用於體罰的細鞭不可與手杖混淆，後者在美式英語中有時也稱為「cane」，但更厚且堅硬，通常由更堅固的木材製成。

## 使用範圍
鞭刑在19世紀和20世紀的許多地方是常見的司法懲罰和學校紀律方式。體罰（無論是使用鞭子或其他工具）現在在歐洲的許多地方已被禁止，但並非全部。然而，鞭刑在許多其他國家仍然合法，並且在家庭、學校、宗教、司法或軍事等場合中使用，甚至在某些國家中，即便不再合法，仍然廣泛使用。

## 司法應用
司法鞭刑是由長而重的藤條施行，遠比學校鞭打嚴厲許多，曾是某些英國殖民地司法系統的特色，儘管在英國本土從未使用藤條作為司法懲罰（英國在1948年廢止司法鞭刑前，指定的工具是樺條和九尾鞭）。在一些國家，鞭刑在獨立後仍被保留，特別是在東南亞（該地區在脫離英國統治後鞭刑的使用頻率甚至更高）及一些非洲國家。

### 過去各國的應用

#### 羅馬帝國

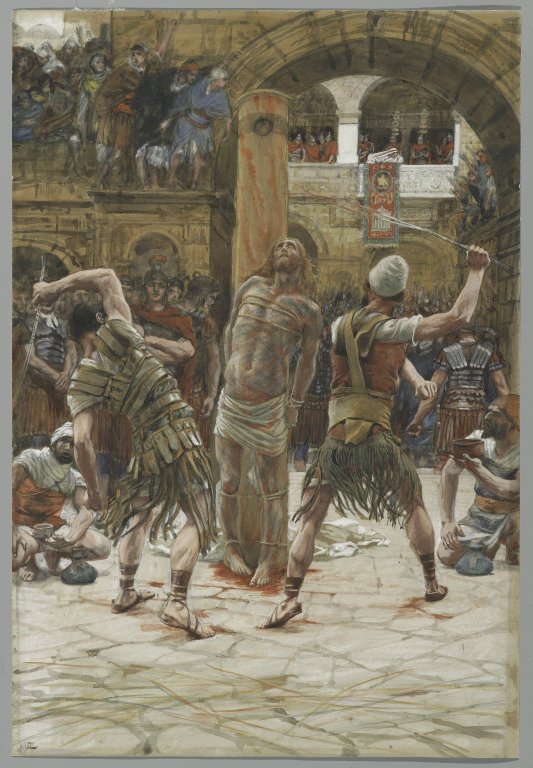
耶穌被羅馬士兵鞭打

在羅馬帝國時代，鞭刑是打背部或全身，而且優先于其它刑罚的，只有羅馬軍人、官員和女人才被豁免。，受刑人通常被綁在柱子上受刑。羅馬人製作的鞭子是套著鉛球或獸骨的繩鞭或皮鞭（Roman flagrum），所以會被打得皮開肉綻、血肉模糊，在一刻不停的抽打下，最终骨肉分離。由於行刑過程非常殘酷和痛苦，有受刑人在鞭笞過程中就已經鞭至死亡或失血過多而死。聖經記載耶穌被釘十字架前就受過這樣的刑罰，因為羅馬人通常會在犯人釘十字架前進行鞭刑。

#### 中國
笞刑是中國古老的一種刑罰，正式開始於西漢文帝、景帝時期，景帝時規定笞刑只能打臀部。在隋唐五刑中，笞刑、杖刑是比较輕的，打10至50下的為笞刑，打60至100下的為杖刑，責打部位為背部、臀部和腿部。宋代則分為臀杖和脊杖，分別打屁股和背部，脊杖較重。元代至清末，笞刑、杖刑均只打臀部。

#### 英國本土
英國本土刑法曾訂明笞刑為法定刑罰之一，使用樺條（一般刑法、學校違紀及未成年海員）或九尾鞭（軍法及監獄違紀）執行，1948年后被廢止。

#### 英國殖民地
在英國前殖民地的刑法中，笞刑是十分常見的，尤其在東南亞和一些非洲地區。部分地區採用九尾鞭（打背部），另一部分則採用藤鞭（打臀部）。

#### 英屬香港
在香港殖民地時期初期，曾有行過笞刑，因有人為受笞刑所引致的傷而死。 1877年，政府廢除公開笞刑，但在監獄內仍繼續執行， 在1950年代政府才加強監管以防被濫用，並從抽打背部改打犯人的臀部。規定未滿14歲的少年男犯人不得鞭打超過6下，未滿16歲的青少年男犯案不得鞭打超過12下，未滿21歲的年輕男性不得鞭打超過18下，直到1990年才正式廢除笞臀的刑罰。
《蘋果日報》曾經報道國際公益法律服務協會成立「國家安全教育中心」，《IPLSA2021年工作計劃》文件進一步披露，中心在推動司法改革運動的「具體要點」，是要擴大司法人員推薦委員會的組成人數。包括增設一名港區全國人大代表和一名港區政協委員，「支持愛國者成為法官」；又建議量刑時參考新加坡，重設香港早於1990年已廢除的笞刑（鞭刑）制度，在有期徒刑和社會服務令之間提供過渡性刑罰選項。

#### 日本
日本古代有仿自中國唐律的笞刑，打臀部，明治維新后推行「文明開化」而廢除，但在殖民地台灣和朝鮮曾施行笞刑，都是打臀部，限打16歳以上至60歳以下的男性。

##### 日本殖民地
1904年1月12日，台灣總督府律令第1號發布《罰金及笞刑處分例》並制訂《罰金及笞刑處分例施行細則》，法例明定「應科處3個月以下自由刑、或100元以下財產刑之台灣人之犯罪，得處以笞刑；若先前被處財產刑卻未能繳清者，得經折算執行笞刑。」1904年5月1日開始施行。係後藤新平設計，時任台灣總督兒玉源太郎下令。
1910年日本併吞朝鮮後，1912年發布《朝鮮笞刑令》和《朝鮮笞刑令施行規則》，在日治朝鮮半島施行笞刑，1920年4月1日，大正天皇頒布《朝鮮笞刑令廢止制令》，明令廢止笞刑。
台灣的笞刑直到1921年4月28日，時任台灣總督田健治郎發布律令第7號「廢止罰金及笞刑處分例」，下令從1921年5月1日起終止罰金易科笞刑處分。
一些相關的作法如下：
- 每次笞刑行刑前，都要醫師會診，如果判斷出受刑人身體不堪負荷，要等到身體狀況許可才動刑。
- 刑具是竹板，打臀部。
- 1日拘留或1元罰金易科1下笞刑。
- 朝鮮每次打臀部不能超過30下。
- 台灣每次打臀部最多不能超過25下，最多可分4次。
- 日本各殖民地的笞刑行刑過程不公開。

#### 沙烏地阿拉伯
2011年12月，一名沙特男子因犯了强奸罪，被判13年监禁和鞭打2080下。
2020年4月，在人權團體多次關切下，沙烏地阿拉伯宣布廢除鞭刑與未成年死刑。

### 現狀
由於笞刑會對被施者的臀部造成嚴重的皮膚創傷，以及笞刑的不人道及侵犯人權，目前多個國家已經廢除笞刑，但仍有少數國家繼續針對青少年與成年男性施行殘酷的笞刑。以下說明一些現在有鞭刑的國家其鞭刑使用的概況。

#### 馬來西亞

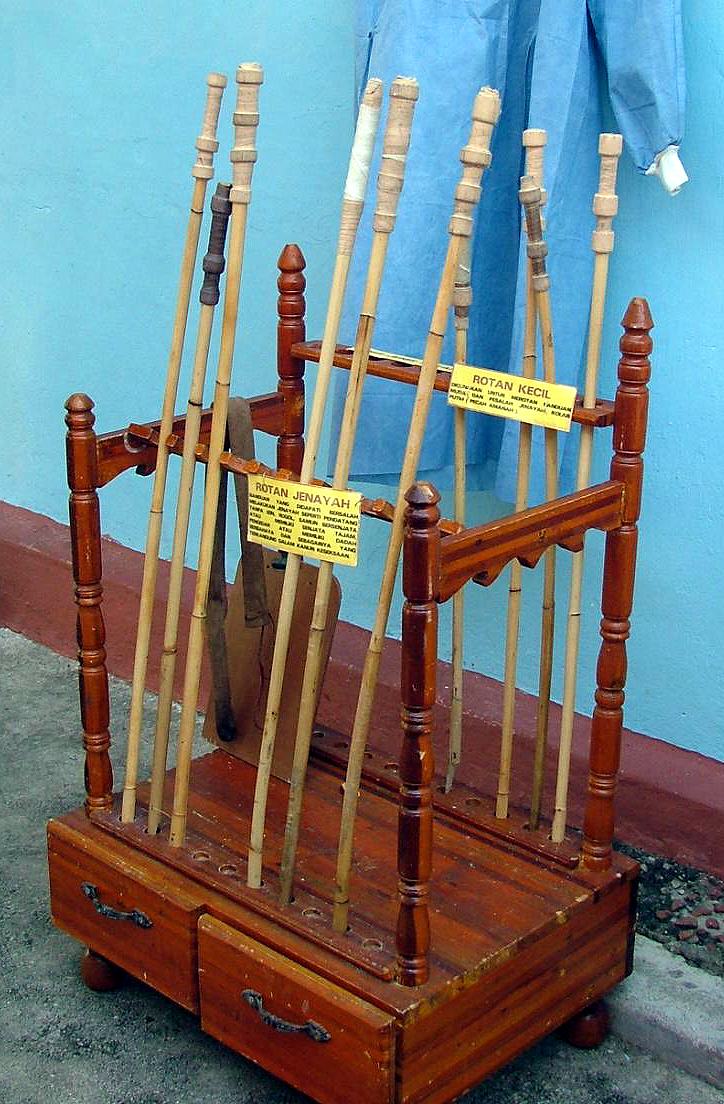
鞭笞用的手杖

在馬來西亞，鞭刑主要懲治男性搶劫犯、毒犯、強姦犯及非法入境者。只有50歲以下、身體健康的成年與青少年男性可被判鞭刑，但50歲以上的強姦犯例外。監獄局按照犯罪嚴重程度分別使用輕、重兩種藤鞭，只打臀部，每次最多只能打24下。曾在網上流傳甚廣的「大馬笞刑」短片中，推使馬來西亞的8000名律師要求政府廢止笞刑，但政府仍堅稱是合法的刑罰。
此外，馬來西亞亦對伊斯蘭教徒實施伊斯蘭教法，違反教法者可被伊斯蘭法庭判處笞刑，但不常見，且最多只可判處6下。
有许多人权组织强烈反对马来西亚实行司法鞭刑。国际特赦组织强力呼吁马来西亚政府立刻废除司法鞭刑，并描述说：“（马来西亚的司法鞭刑使到）每年都有几千人被迫承受系统性的酷刑。”

#### 新加坡
在新加坡，50歲以下的年輕男性罪犯可被判鞭刑，而當中的最高刑罰是笞打臀部24鞭，懲治對象通常是重犯。此外，在監獄違紀的男性囚犯，亦可被加判鞭刑。1993年，一名美國青年麥克·彼特·費爾因為在新加坡境內塗鴉而被判入獄、罰款和鞭刑。費爾為首位被判處鞭刑的美國公民，且此事後演變為國際事件，最終在1994年受刑。藤製刑鞭的粗度不能超過1.3公分。
2010年6月，新加坡再度傳出外國人被判處鞭笞的事件。一名來自瑞士的IT顧問奧利弗·弗里克在新加坡當地做出塗鴉和破壞等行為，被初級法院判處5個月有期徒刑及鞭打臀部3下。這件事也演變為國際間所矚目的事件。
新加坡笞打年輕男性臀部的司法鞭刑受到很强烈的国际批评和反对，尤其是在1994年麦可·费尔事件之后。国际特赦组织形容鞭刑“残忍、不人道、有辱人格”。 有些人认为鞭刑违反了联合国禁止酷刑公约，但是新加坡不在此公约的签署国当中。 人权观察也反对鞭刑，说它是一种“在本质上很残酷的刑罚”。

#### 汶萊
在汶萊，50歲以下的健康男性罪犯可被判鞭笞，最多24鞭（未滿21歲的青少男最多18鞭，未滿18歲之少年最多10鞭，未滿14歲之男孩者最多6鞭，與已廢止的香港笞刑標準相若），而懲治對象一般為重犯（其中性侵犯、搶劫及盜竊等為強制性判決罪名）；而在執行方式上，則與新加坡相若，犯人均以90度屈曲姿勢，被綁在刑架上受藤鞭笞臀的懲罰。
此外，汶萊由2014年起亦對穆斯林實施伊斯蘭教法，違反教法者可被伊斯蘭法庭判處笞刑（一般10鞭以上），執行方式類似沙特阿拉伯的伊斯蘭教法笞刑。

#### 印度尼西亞（亞齊特區）
印度尼西亞亞齊特區實施最嚴格的伊斯蘭教法，對違反教法者往往均會判處公開鞭刑，而且次數一般在10鞭以上，亦不設上限（例如在2016年，有6對未婚情侶因違反教法，作出過分親密行為而被判處10-20下鞭刑；而在2018年，亦有兩名男子因性侵犯罪行，被判處100下鞭刑。）在此等笞刑中，行刑官一般會鞭打犯人背部，並有醫生在場監察；若犯人中途身體不適，會暫停鞭打一會後再繼續。如果鞭打次數較多（如1000鞭），亦可判處分期執行。藤制刑鞭的粗度不能超过上限，超过的部分至少需要鞭打500下，且鞭刑不能分期執行。

#### 加勒比海國家
目前，安提瓜和巴布達（1990年重新採用）及千里達及托巴哥法律中仍然保留鞭刑條款，但採用九尾鞭（而不是藤鞭）執行鞭刑。此外，亦有一部分加勒比海國家於1990年代重新引進上述鞭刑，但最後被當地最高法院裁定違憲。

## 效果
盡管鞭刑有殘酷、不人道的顧慮，但民眾普遍支持鞭刑和其他肉刑，直觀上人們認為鞭刑可有效嚇阻犯罪；而施用鞭刑的新加坡相對其他已開發國家的低犯罪率，也加強這樣的信念，人們常將新加坡的低犯罪率歸功於新加坡政府使用鞭刑等嚴刑峻罰管理社會的作法；然而尚未有良好的實證研究支持或反對鞭刑在嚇阻犯罪方面的效果，也就是鞭刑是否能有效減少犯罪、維護治安並沒有證據支持。

## 延伸阅读
[在维基数据编辑]
 《欽定古今圖書集成·經濟彙編·祥刑典·鞭刑部》，出自陈梦雷《古今圖書集成》